# ダニエル・オス
ダニエル・オス (Daniel Oss)はイタリア、トレント出身の自転車選手。

## 経歴
2009年にリクイガス・キャノンデールと契約。
2010年
- ジロ・デル・ヴェネト 優勝。
- ヘント〜ウェヴェルヘム 5位

2011年
- USA プロ・サイクリング・チャレンジ 区間1勝（第6）

2012年
- ミラノ〜サンレモ 9位

2013年
- BMC・レーシングチームに移籍
- E3・ハレルベーク 3位
- ツール・ド・ワロニー 総合4位

2017年
- パリ〜ルーベにおいて、アシストとして最終局面まで攻撃の手を緩めず、エースであるフレフ・ファン・アヴェルマートの優勝に大きく貢献した[1]。

2018年
- ボーラ・ハンスグローエに移籍。リクイガス時代に世界チャンピオンのペーター・サガンの教育係を担当していたが、その時の信頼関係から再度チームを組むこととなった。

2022年
- UCIグラベル世界選手権（フランス語版） 2位